# Faraoani, Bacău
Faraoani (în maghiară Forrófalva) este o comună în județul Bacău, Moldova, România, formată numai din satul de reședință cu același nume.

## Așezare
Comuna se află în zona centrală a județului, pe terasele și dealurile de pe malul drept al Siretului. Este traversată de șoseaua națională DN2, care leagă Bacăul de Focșani. Lângă Faraoani, din acest drum se ramifică șoseaua județeană DJ119H, care duce în centrul satului de reședință, unde se termină în șoseaua județeană DJ119, care o leagă spre nord de Nicolae Bălcescu, Sărata și Bacău (unde se termină în DN11), și spre sud de Cleja, Răcăciuni, Gura Văii și Onești (unde se termină în DN11A). Prin comună trece și calea ferată Focșani–Bacău, pe care este deservită de stația Faraoani.

## Demografie
Componența etnică a comunei Faraoani
     Români (94,27%)
     Alte etnii (0,56%)
     Necunoscută (5,17%)
Componența confesională a comunei Faraoani
     Romano-catolici (92,98%)
     Ortodocși (1,1%)
     Alte religii (0,5%)
     Necunoscută (5,42%)
Conform recensământului efectuat în 2021, populația comunei Faraoani se ridică la 5.200 de locuitori, în creștere față de recensământul anterior din 2011, când fuseseră înregistrați 3.932 de locuitori. Majoritatea locuitorilor sunt români (94,27%), iar pentru 5,17% nu se cunoaște apartenența etnică. Din punct de vedere confesional, majoritatea locuitorilor sunt romano-catolici (92,98%), cu o minoritate de ortodocși (1,1%), iar pentru 5,42% nu se cunoaște apartenența confesională.

## Politică și administrație
Comuna Faraoani este administrată de un primar și un consiliu local compus din 15 consilieri. Primarul, Cristina Ciuraru-Pal[*], de la Partidul Social Democrat, este în funcție din 2016. Începând cu alegerile locale din 2024, consiliul local are următoarea componență pe partide politice:
|  | Partid                    | Consilieri | Componența Consiliului | Componența Consiliului | Componența Consiliului | Componența Consiliului | Componența Consiliului | Componența Consiliului | Componența Consiliului | Componența Consiliului | Componența Consiliului | Componența Consiliului |
|  | ------------------------- | ---------- | ---------------------- | ---------------------- | ---------------------- | ---------------------- | ---------------------- | ---------------------- | ---------------------- | ---------------------- | ---------------------- | ---------------------- |
|  | Partidul Social Democrat  | 10         |                        |                        |                        |                        |                        |                        |                        |                        |                        |                        |
|  | Alianța Dreapta Unită     | 2          |                        |                        |                        |                        |                        |                        |                        |                        |                        |                        |
|  | Partidul Național Liberal | 2          |                        |                        |                        |                        |                        |                        |                        |                        |                        |                        |
|  | Partidul Puterii Umaniste | 1          |                        |                        |                        |                        |                        |                        |                        |                        |                        |                        |

## Structura lingvistică
La recensământul din 2011 au fost înregistrați 3.840 de locuitori, dintre care 3.706 de limbă maternă română și 102 de limba maternă maghiară.

#### Cercetări etnolingvistice
Etnograful clujean Vilmos Tánczos a efectuat cercetări lingvistice în localitățile ceangăiești din Moldova în 1996 și în 2009. În timpul cercetărilor sale, Tánczos a evaluat nivelul de cunoștință a limbii maghiare a ceangăilor moldoveni. Cercetările sale au atestat că în Moldova sunt mult mai mulți vorbitori de limba maghiară decât reiese din recensămintele oficiale, cauza acestui fapt fiind că ceangăii nu sunt conștienți de apartenența celor trei dialecte ceangăiești la limba maghiară (mulți dintre ele consider limba lor ca fiind o limbă mixtă, de sine-stătătoare), iar în formularele de recensământ nu există obțiunea de limbă maternă (drept) ceangăiască. Ca urmare majoritatea ceangăilor se declar ca fiind de limba maternă română, chiar dacă vorbesc un dialect ceangăiesc ca limbă maternă. Cercetările lui Tánczos din 2009 au dovedit și existența unui proces de asimilație lingvistică extrem de rapidă în cadrul ceangăilor: pe când în 1996 a găsit peste 60.000 de vorbitori de limba maghiară în Moldova, în 2009 acest număr a fost cu 15.000 mai mic (numărul vorbitorilor limbii maghiare scăzând la doar 45.000 de persoane în același grup de localități).
În 1996 la Faraoani Tánczos a găsit 2.600 de persoane care au vorbit limba maghiară ca limbă maternă sau ca a doua limbă, ceea ce a reprezentat 75% din totalul romano-catolicilor. 872 persoane nu au vorbit de loc ungurește, sau o cunoșteau limba doar ca limbă pasivă.
În 2009 Tánczos a evaluat deja și nivelul de cunoștință a vorbitorilor și vârsta acestora. Asimilația lingvistică a ceangăilor s-a demonstrat și în Faraoani: s-au găsit doar 1531 de vorbitori a limbii maghiare, ceea ce înseamnă că în 13 ani procentul vorbitorilor dialectului ceangăiesc-secuiesc s-a scăzut de la 75% la 51% în comunitatea romano-catolică. Vorbitorii limbii maghiare ca limbă maternă erau și mai puțini: doar 505 de persoane, în mare majoritate bătrâni. 1026 de persoane au vorbit limba maghiară ca cea de a doua limbă (după limba română), majoritatea lor fiind între 30 și 59 de ani. În populația sub 30 de ani nivelul de cunoștință a limbii maghiare a fost foarte redusă: 572 de tineri (toți peste 10 ani) au mai înțeles limba maghiară, dar nu au mai putut vorbi această limbă (limbă pasivă), iar 870 de persoane nici nu au înțeles limba maghiară, toți fiind între 0 și 29 de ani.

### Dialectul ceangăiesc secuiesc
Deși prima atestare documentară a localității datează din 1474, ceangăii din Faraoani vorbesc dialectul ceangăiesc-secuiesc și nu vechiul dialect de sud, ceea ce arată că în localitate ulterior s-au așezat probabil și ceangăi secui (aceștia reprezentând un grup maghiar care s-a stabilit probabil mai târziu, în secolul XVIII în Moldova, pe când ceangăii de nord și cei vechi de sud s-au stabilit încă din Evul Mediu, iar graiul lor nu este înrudit cu cel al secuilor, ci se aseamănă mai mult cu unele subdialecte maghiare vorbite în Câmpia Transilvaniei).
Ceangăii din Faraoani, ca de altfel majoritatea ceangăilor de sud (circa 70 % din numărul total al vorbitorilor de limbă maghiară) aparțin la grupul secuiesc al ceangăilor (székelyes csángók). Între variantele dialectului ceangăiesc-secuiesc se observă asemănările cu diferite dialecte secuiești și o accentuare specifică secuilor. În relațiile sociale și în cultura ceangăilor secui se simte o influență puternică secuiască. Acest grup a ajuns în Moldova mai târziu decât vorbitorii dialectului vechi, și este mai puțin asimilat și izolat lingvistic decât cel maghiar de sud. Ceangăii secui trăiesc pe valea râurilor Siret (Szeret), Tazlău (Tázló) și Trotuș (Tatros, Tatáros).
Deși sunt mai puțin asimilați lingvistic, nici ceangăii secui nu au sentimente puternice naționale, comunitățile lor izolate nefiind influențate în trecut de curentele naționalismului european, iar identitatea lor este mai degrabă o identitate așa-zis locală, bazată pe apartenența la cultul romano-catolic și pe dialectul comun. În ciuda faptului că în marea majoritate nu se declar maghiari, din comunitățile ceangăiești-secuiești provin cele mai multe cereri pentru introducerea limbii maghiare (ca materie facultativă) în educație și pentru slujbă maghiară în biserici.

## Istorie
Componența etnică a comunei Faraoani la sfârșitul secolului al XIX-lea
     Români (2,4%)
     Maghiari (95,7%)
     Evrei (0,6%)
     Armeni (0,6%)
     Germani (0,7%)
     Italieni (0,1%)
La sfârșitul secolului al XIX-lea, comuna făcea parte din plasa Bistrița de Jos a județului Bacău și avea în compunere doar satul de reședință, cu 1508 locuitori, din care 1443 maghiari, 36 români, 10 germani, 9 armeni, 9 evrei și un italian, ce trăiau în 368 de case. În comună existau cinci mori de apă și o biserică catolică, iar principalii proprietari de pământ erau Alexandrina Casso și Andrieș Fodor. La acea vreme, pe teritoriul actual al comunei mai funcționa în aceeași plasă și comuna Valea Mare, formată din satele Valea Mare, Valea de Jos, Valea de Sus și Costița, având 1563 de locuitori. În comună existau două biserici catolice și o școală. Anuarul Socec din 1925 consemnează desființarea comunei Valea Mare, comasată cu comuna Faraoani care făcea parte din plasa Răcăciuni a aceluiași județ și avea 3115 locuitori în satele Costița, Faraoani, Valea Dragă, Valea Mare și Valea de Sus.
În 1950, comuna a fost transferată raionului Bacău din regiunea Bacău, în timp satele fostei comune Valea Mare fiind comasate cu satul ei de reședință. În 1968, comuna Faraoani a revenit la județul Bacău, reînființat, iar satul Valea Mare a fost desființat și comasat cu satul Faraoani.

## Monumente istorice
Trei obiective din comuna Faraoani sunt incluse în lista monumentelor istorice din județul Bacău ca monumente de interes local. Două dintre ele sunt clasificate ca situri arheologice: situl de „la Siliște”, ce cuprinde urmele unor așezări din secolele al VIII-lea–al IX-lea, respectiv al XIV-lea–al XV-lea; și situl de la sud-est de satul Faraoani, unde s-au găsit urmele unei așezări și o necropolă din secolele al III-lea–al IV-lea (cultura carpică). Al treilea obiectiv, clasificat ca monument de arhitectură, este școala din fostul sat Valea Mare (actualmente parte a satului Faraoani), datând din 1907.

## Personalități
- Ince János Petrás (1813-1886), preot romano-catolic, călugăr minorit, folclorist. A consemnat pentru prima dată Imnul Ceangăiesc, în timpul cercetărilor sale etnografice.
- Ioan Duma (1896-1981), episcop romano-catolic, deținut politic
- Anton Coșa (n. 1961), episcop romano-catolic de Chișinău de origine ceangăiască. A participat la Conferința Ceangăilor, organizată în 2005 la Budapesta, unde s-a rugat în limba maghiară (respectiv în dialectul arhaic ceangăiesc).[19][20]